# Polygala amarella
Polygale amer
Espèce
Polygala amarella, le Polygale amer, est une espèce de plantes à fleurs de la famille des Polygalacées. C'est une plante vivace originaire d'Europe et en particulier des Alpes.

## Statut de protection
L'espèce est protégée en Île-de-France où elle figure sur la liste rouge des plantes de la région.